# Barbaros Şansal

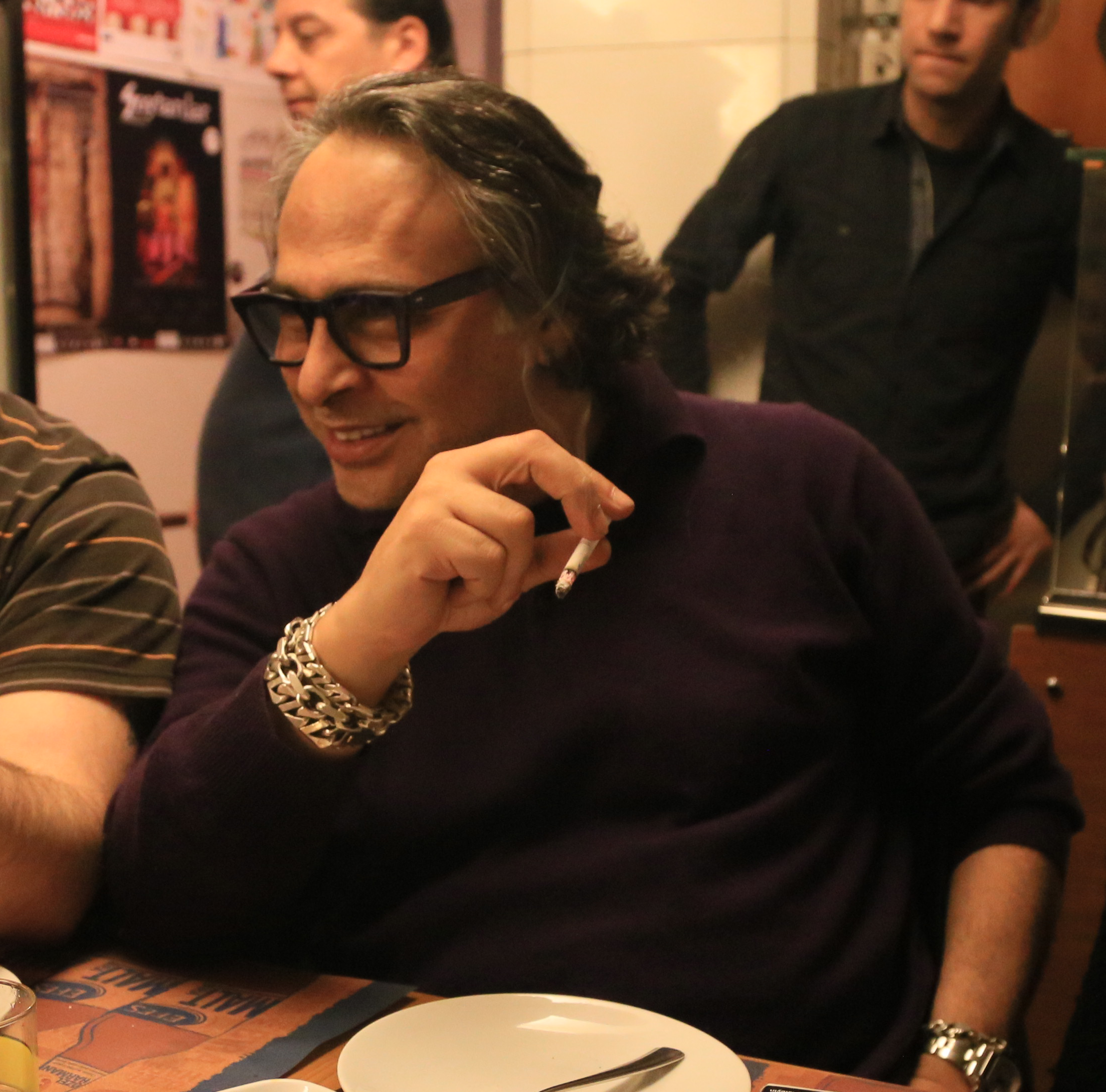
Barbaros Şansal

Barbaros Şansal (* 10. Juli 1959 in Ankara) ist ein offen schwul lebender türkischer Modedesigner und Menschenrechtler mit Sitz in Nordzypern. Er wurde bekannt als Opfer unverhältnismäßiger Polizeigewalt.

## Karriere
Şansal wurde im Jahre 1959 in der türkischen Hauptstadt Ankara als Sohn von Sungur Tekin Şansal und Guner Eczacıbaşı geboren. Er studierte Betriebswirtschaftslehre an der Marmara-Universität und erhielt seinen Mastergrad in Design und Chromatik an der Königlichen Akademie der Künste in London, bevor er Angestellter für den bekannten Modedesigner Yıldırım Mayruk wurde. Neben seiner Karriere als Modedesigner wurde Şansal auch als Anwalt für Rechte von LGBT sowie als Antikriegs-Aktivist bekannt. Der offen Schwule Barbaros könnte den Militärdienst ganz leicht vermeiden, indem er seine Homosexualität preisgab. Allerdings betrachtet das türkische Militär Homosexualität als eine „psychosexuelle Krankheit“ und verlangt „rektale Examinierung“ und visuelle „Evidenzen“ für die Stützung der Behauptung. Der schwule Sansal erklärte, dass seine homosexuellen Gefühle das Motiv für seine Infragestellung des Militärdienstes gewesen seien.
Barbaros Şansal moderierte zwei Fernsehprogramme auf türkischen Fernsehkanälen mit den Namen „Pin“ und „Safety Pin“. Er schrieb auch zwei Bücher namens „Printing Ink Lives on Newsprint“ und „Fitting Room“. Er übersetzte das Buch „101 things I Learned in Fashion School“ von Matthew Frederick und Alfredo Cabrera. Şansal lehrte auch über die Geschichte des Designs an der Marmara-Universität sowie an der Baschkent-Universität von Mehmet Haberal.

## Politisches Engagement
Barbaros Şansal nahm 2013 an den Protesten um den Gezi-Park teil, welche sehr nahe bei seinem Büro im Istanbuler Stadtteil Beyoğlu stattfanden. Er wurde mehrmals inhaftiert und von der Polizei bedroht, nachdem er die Anwendung exzessiver Gewalt durch die Polizei im Sender Halk TV kritisierte.
Am 1. Januar 2017 veröffentlichte Şansal von seinem Anwesen in Zypern aus ein Video in den sozialen Medien, wo er aufs Schärfste den Zustand der jetzigen türkischen Zivilgesellschaft kritisierte: 

“While scores of journalists are in prison, while children are sexually harassed, raped, while corruption and bribes are everywhere, while extremists are distributing shit to you in the streets, are you still celebrating the New Year? I am not… Carry on your celebration in disgrace, misery and dirt. Drown in your shit, Turkey.”

„Während Dutzende von Journalisten im Gefängnis sitzen, während Kinder sexuell belästigt, vergewaltigt werden, während Korruption und Bestechungsgelder überall sind, während Extremisten ihnen auf der Straße Scheiße verteilen, feiern sie immer noch das neue Jahr? Ich nicht … Setze deine Feier in Schande, Elend und Schmutz fort. Ertrinke in deiner Scheiße, Türkei.“

Aufgrund dieser Worte ließ der Innenminister Nordzyperns Şansal festnehmen und ihn per Flugzeug nach Istanbul deportieren. Direkt nach seiner Ankunft am Flughafen wurde Şansal von Menschen auf dem Rollfeld angegriffen und beschimpft. Nachdem er von der Polizei in Gewahrsam genommen worden war, brachte man ihn vor Gericht und ließ ihn am folgenden Tag wegen angeblicher „Anstiftung der Öffentlichkeit zu Hass oder Feindseligkeit“ nach Artikel 216 des Strafgesetzbuches einsperren. Şansal sagte aus, dass diese von ihm verwendeten Worte „eine Satire gegen die Diskriminierung“ waren und er die Anschuldigungen, die gegen ihn gestellt wurden, unter keinen Umständen akzeptieren würde.
Şansal wurde am 2. März 2017 aus dem türkischen Gefängnis entlassen, muss jedoch mit einer weiteren Anklage wegen Beleidigung des Türkentums rechnen, was ihm bis zu drei Jahre Gefängnis bescheren könnte. Nach seiner Haftentlassung schrieb Şansal ein Buch über seine Behandlung im türkischen Gefängnis und den versuchten Lynchmord an ihm.